# Asplenium riparium
Asplenium riparium là một loài thực vật có mạch trong họ Aspleniaceae. Loài này được Liebm. miêu tả khoa học đầu tiên năm 1849.